# اسلام‌آباد (اندیکا)
اسلام‌آباد یا شاه‌آباد روستایی از توابع بخش آبژدان شهرستان اندیکا در استان خوزستان ایران است. اهالی روستای اسلام‌آباد ازتیره‌های سبزعلی‌وند، بازی‌وند، گوله‌وند، جمال‌وند طایفه هلیلوند ایل گندلی می‌باشند.	

## جمعیت
این روستا در دهستان کوشک قرار دارد و براساس سرشماری مرکز آمار ایران در سال ۱۳۸۵، جمعیت آن ۱٬۹۵۰ نفر (۳۷۰ خانوار) بوده‌است.